# Калуј (Олт)
Калуј (рум. Călui) насеље је у Румунији у округу Олт у општини Калуј. Oпштина се налази на надморској висини од 158 m.

## Становништво
Према подацима из 2002. године у насељу је живело 1071 становника, од којих су сви румунске националности.